# زاپادنایا مایگاشلیا
زاپادنایا مایگاشلیا (انگلیسی: Zapadnaya Maygashlya) یک شهرک در شهرستان بلورتسکی استان باشقیرستان کشور روسیه است.